# 戈迪耶斯
戈迪耶斯（法語：Gaudiès，法語發音：[ɡodjɛs]）是法国阿列日省的一个市镇，位于该省北部偏东，和奥德省接壤，属于帕米耶区。

## 地理
戈迪耶斯（43°10'31"N, 1°43'52"E）面积10.41 平方千米，位于法国奧克西塔尼大區阿列日省，该省份为法国西南部内陆省份，西部和北部与上加龙省接壤，东临奥德省，东南至东比利牛斯省接壤，南与安道尔和西班牙接壤。
与戈迪耶斯接壤的市镇（或旧市镇、城区）包括：拉佩讷、马泽尔、蒙托、特雷穆莱、贝尔佩什。

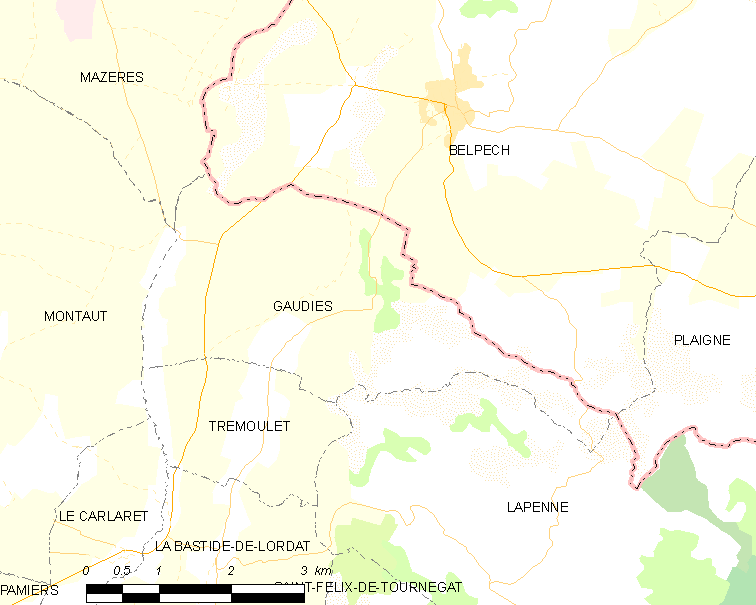
戈迪耶斯的OSM定位图

戈迪耶斯的时区为UTC+01:00、UTC+02:00（夏令时）。

## 行政
戈迪耶斯的邮政编码为09700，INSEE市镇编码为09132。

## 政治
戈迪耶斯所属的省级选区为阿列日之门县。

## 人口

1962-2008年间戈迪耶斯人口变化图示

戈迪耶斯于2022年1月1日时的人口数量为235人。